# 艾倫鎮區 (北達科他州基德縣)
艾倫鎮區（英語：Allen Township）是位於美國北達科他州基德縣的一個鎮區。

## 地方資料
艾倫鎮區的面積為91.39平方千米，當中陸地面積為88.54平方千米，而水域面積為2.85平方千米。根據2020年美國人口普查的數據，當地共有人口56人，而人口密度為每平方千米0.61人。